# Heroes of Might and Magic IV
Heroes of Might and Magic IV är fjärde delen i den turordningsbaserade spelserien Heroes of Might and Magic, utvecklat av New World Computing och utgivet till Windows av The 3DO Company år 2002.

## Expansioner
- Heroes of Might and Magic IV: The Gathering Storm (2002)
- Heroes of Might and Magic IV: Winds of War (2003)